# Трпчане
Трпчане (словен. Trpčane, итал. Terciano) је насељено место у општини Илирска Бистрица, Приморско-нотрањска регија, Словенија.

## Историја
До територијалне реорганизације у Словенији биле су у саставу старе општине Илирска Бистрица.

## Становништво
У попису становништва из 2011. године, Трпчане су имали 140 становника.
| Број становника према пописима | Број становника према пописима | Број становника према пописима |
| ------------------------------ | ------------------------------ | ------------------------------ |
| 1991                           | 2002                           | 2011                           |
| 124                            | 122                            | 140                            |